# Alyssa Lim

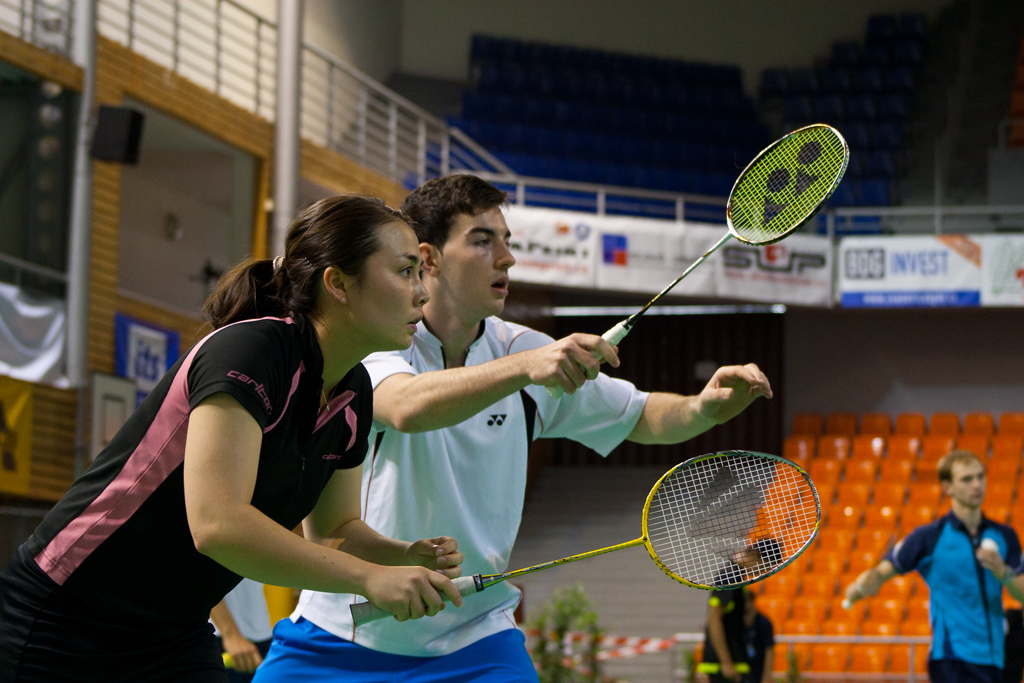
Alyssa Lim bei den Czech International 2011

Alyssa Lim (* 23. Januar 1991 in Milton Keynes) ist eine englische Badmintonspielerin. 

## Karriere
Alyssa Lim wurde 2010 englische Juniorenmeisterin und belegte im gleichen Jahr bei den German Juniors 2010 den dritten Platz im Mixed. 2010 und 2012 gewann sie Bronze im Doppel bei den englischen Meisterschaften der Erwachsenen. Bei den Portugal International 2011 und den Swiss International 2012 belegte sie Rang zwei.